# Ceiônia Fábia
Ceiônia Fábia (em latim: Ceionia Fabia) foi uma nobre romana da gente Ceiônia e membro da dinastia nerva-antonina no começo do século II.

## Ancestrais
Fábia era a filha mais velha do senador romano Lúcio Élio César e Avídia Pláucia. O pai de Fábia foi adotado pelo imperador Adriano (r. 117-138) e, entre 136 e 138, quando morreu, foi o seu herdeiro aparente. Ela tinha três irmãos: Ceiônia Pláucia, Lúcio Vero, que foi co-imperador romano com Marco Aurélio entre 161 e 169, e Caio Avídio Ceiônio Cômodo. Seu cognome "Fábia" revela que seu pai era de alguma forma ligado à gente Fábia. 
Nascida e criada em Roma, os avós maternos de Fábia eram o senador Caio Avídio Nigrino e uma nobre de nome desconhecido. Do lado de seu pai, os avós biológicos foram o cônsul Lúcio Ceiônio Cômodo e uma nobre conhecida como Fundânia Pláucia (ou Élia Pláucia). Por causa da adoção de seu pai, Fábia era neta do imperador Adriano e da imperatriz-consorte Víbia Sabina.

## História
Em algum momento no ano de 136 o imperador Adriano anunciou que o pai de Fábio seria seu herdeiro e, por desejo seu, um noivado foi arranjado entre Fábia e o sobrinho-neto de Adriano, Marco Aurélio. Porém, imediatamente depois da morte de Adriano, em 138, o novo imperador Antonino Pio pediu a Marco Aurélio que desfizesse o noivado para que ele pudesse se casar com sua filha Faustina, que também teve o seu noivado desfeito, neste caso com o irmão de Fábia, Lúcio Vero.
Fábia então se casou com Pláucio Quintílio, um nobre de família consular. Durante o reinado de Antonino Pio (r. 138-161), Quintilío serviu como cônsul ordinário em 159. Os dois tiveram um filho chamado Marco Peduceu Pláucio Quintilío, que se casou com Ânia Aurélia Fadila, uma das filhas de Marco Aurélio e Faustina.
Por todo o Império Romano, várias inscrições honoríficas sobreviveram dedicadas à Fábia e sua família. Elas geralmente homenageiam-na como mãe de Pláucio Quintilío, irmã de Lúcio Vero e cunhada da imperatriz-consorte Lucila (que era irmã de sua nora Fadila). Segundo uma delas, encontrada em Éfeso, Fábia estava presente quando Lúcio Vero e Lucila se casaram.
Aparentemente seu marido já estava morto em quando Faustina faleceu em 175, pois Marco Aurélio teria demonstrado interesse em se casar com ela. Porém, o imperador preferiu arranjar apenas uma amante, a filha de um dos procuradores de Faustina.